# بئا
بئا (به اسپانیایی: Bea, Aragon) یک شهرستان در اسپانیا است که در استان تروئل واقع شده‌است.

## خصوصیات
بئا ۲۳٫۶ کیلومترمربع مساحت و ۳۸ نفر جمعیت دارد.